# World Islamic Call Society
Die World Islamic Call Society (WICS) (arabisch جمعية الدعوة الإسلامية العالمية, DMG ǧamʿīyat ad-daʿwa al-islāmīya al-ʿālamīya) wurde 1972 in Tripolis, Libyen, gegründet, wo sich bis heute ihr Hauptsitz befindet. In ihr sind 250 islamische Organisationen aus aller Welt zusammengeschlossen. Ihr Ziel ist die Durchführung von missionarischer Arbeit oder Da'wa auf der ganzen Welt.
Sie geht aus einer Vorläuferinstitution – der 1970 gegründeten Libyschen Islamischen Missionsgesellschaft (Islamic Mission Society) – hervor, die „public funds für den Bau und die Reparatur von Moscheen und Islamischen Zentren in Städten so weit entfernt wie Wien (Österreich) und Bangkok (Thailand)“ verwendet.
Nach dem Ende des libyschen Bürgerkriegs kündigte der Nationale Übergangsrat an, die WICS von ihren Schattenseiten säubern zu wollen, aber die religiöse Stiftung weiterzuführen.